# 佐伯子房
佐伯 子房（さえき の こふさ）は、平安時代初期から前期にかけての貴族。佐伯良成の子とする系図がある。官位は従五位上・備後権守。

## 経歴
仁寿3年（853年）従五位下に叙爵。
清和朝に入ると、貞観元年（859年）武蔵権介、貞観3年（861年）武蔵介と地方官を務める。貞観9年（867年）右京権亮に任ぜられて京官に遷るが、清和朝末に信濃権介として再び地方官に遷った。
貞観19年（877年）陽成天皇の即位後まもなく従五位上に昇叙されて24年ぶりに昇進を果たし、のちに図書頭を務める。光孝朝の仁和2年（886年）備後権守に任ぜられ、みたび地方官に転じた。

## 官歴
『六国史』による。
- 時期不詳：正六位上
- 仁寿3年（853年） 正月7日：従五位下
- 貞観元年（859年） 12月21日：武蔵権介
- 貞観3年（861年） 2月16日：武蔵介
- 貞観9年（867年） 2月11日：右京権亮
- 貞観15年（873年） 4月21日：見信濃権介
- 貞観19年（877年） 正月3日：従五位上
- 時期不詳：図書頭
- 仁和2年（886年） 2月21日：備後権守

## 系譜
- 父：佐伯良成[1]
- 母：不詳
- 生母不明の子女
  - 男子：佐伯恒岑[1]
  - 男子：佐伯為岑[1]
  - 女子：清和天皇更衣[2]